# Sue Day
Pas d'image ? Cliquez ici

a Compétitions nationales et continentales officielles uniquement.

b Matchs officiels uniquement.
Dernière mise à jour le 10 janvier 2024.
Sue Day, née le 29 octobre 1972 à Watford (Angleterre), est une joueuse internationale anglaise de rugby à XV. Elle évolue aux postes de centre, ailier ou à l'arrière sous les couleurs des Wasps (en) durant sa carrière.
Avec 61 essais, elle est la meilleure marqueuse de l'histoire de l'équipe d'Angleterre.

## Biographie
Sue Day est née le 29 octobre 1972 à Watford en Angleterre. Elle pratique le hockey, le netball, le football. C'est au cours de ses études en Espagne qu'elle débute la pratique du rugby à XV, pour accompagner ses amies.
Elle fait ses débuts en équipe d'Angleterre en 1997 contre l'Espagne (nation contre laquelle elle marque aussi son 50e essai).
À la Coupe du monde 2002, elle inscrit cinq essais contre l'Italie.
En 2009, elle participe à la première édition féminine de la Coupe du monde de rugby à sept où elle est capitaine de son équipe.
Elle prend sa retraite sportive en 2010. En 2013, elle devient la première femme présidente des Wasps.
En 2018, elle entre à la RFU dont elle est nommée directrice financière.
En 2023, elle compile un rapport très alarmant sur l'état des finances fédérales.

## Palmarès
- Vainqueur du Tournoi des Six Nations à sept reprises.
- Finaliste de la Coupe du monde en 2002 et 2006.